# R. Dean Taylor
R(ichard) Dean Taylor (Toronto, 11 mei 1939 – Los Angeles, 7 januari 2022) was een Canadese zanger, producent en songwriter, die tijdens de jaren 1960 en 1970 als een van de weinige blanke artiesten heeft gewerkt voor Motown Records. Volgens Jason Ankeny blijft Taylor een van de meest onderschatte acts die ooit zijn opgenomen onder de auspiciën van Motown.
Als zanger kent het Amerikaanse publiek Taylor het beste van zijn hit Indiana Wants Me uit 1970, die nummer 1 werd in Cashbox in de Verenigde Staten en ook nummer 1 was in Canada en nummer 2 in het Verenigd Koninkrijk. Het piekte op nummer 5 in de Billboard Hot 100. Het nummer was te horen in de eerste minuten van de Amerikaanse film The Ninth Configuration uit 1980. Hij is in het Verenigd Koninkrijk bekend om zijn andere hits, waaronder Gotta See Jane en There's a Ghost in My House.

## Carrière
Taylor begon zijn carrière in 1961 als pianist en zanger bij verschillende muziekbands in Toronto. Ook maakte hij zijn eerste opnamen in 1961 voor platenlabel Audiomaster. Het jaar daarop was Taylors At The High School Dance, een single voor Amy-Mala Records, een klein succes. Zijn volgende single I'll Remember bij het Barry-label, was een nummer 23-succes voor de rock-'n-roll-radiozender CHUM uit Toronto en de zanger besloot te verhuizen naar Detroit, Michigan om zijn carrière voort te zetten.
In Detroit werd Taylor in 1964 gecontracteerd door Motown Records als songwriter en artiest voor de Motown-dochteronderneming V.I.P. Records, waar hij onder andere samenwerkte met Brian Holland en Lamont Dozier. Als mede-producent was hij verantwoordelijk voor de hit Love Child van Diana Ross & the Supremes, waaraan hij ook had meegeschreven. Taylors geplande eerste single (maart 1964) voor V.I.P. was de actuele satire My Ladybug (Stay Away From That Beatle), maar het werd te zwak geacht voor publicatie en werd nooit uitgegeven.
Het was pas in november 1965 dat Taylors debuut V.I.P. single Let's Go Somewhere werd uitgegeven, die werd geschreven door Taylor in samenwerking met Brian Holland en geproduceerd door het team van Holland en Lamont Dozier, die al vijf nummer 1-hits voor The Supremes hadden geproduceerd. Het lied was echter alleen een regionaal succes in verschillende Amerikaanse steden en Toronto.
Taylors volgende single (1967, There's A Ghost In My House) werd geschreven door het team van Holland/Dozier/Holland samen met Taylor en opnieuw geproduceerd door Brian Holland en Lamont Dozier. Het was ook een commerciële teleurstelling in de Verenigde Staten, maar het was een nummer 3-hit in de Britse singlehitlijst in 1974. Taylor werd ook songwriter voor andere acts, zoals I'll Turn to Stone van The Four Tops en All I Need van The Temptations, die zich beiden in 1967 in de hitlijsten plaatsten met Amerikaanse singles, mede gecomponeerd door hem.
In 1968 werd Taylors zelf geproduceerde single Gotta See Jane, (mede-geschreven met Brian Holland), een Top 20 hit in het Verenigd Koninkrijk. Zijn echte succes kwam echter als lid van het Motown-schrijf- en productieteam dat bekend stond als 'The Clan'. Deze productiegroep was korte tijd de belangrijkste maker van materiaal voor Diana Ross & the Supremes, nadat het Holland/Dozier/Holland-team Motown had verlaten. Onder Taylors succesvolle co-composities en co-produkties in 1968 en 1969 als lid van 'The Clan' waren de nummer 1-hit Love Child en de opvolgende tophit I'm Livin' In Shame van Diana Ross & the Supremes.
Taylor hervatte zijn opnamecarrière in 1970 en werd een van de eerste artiesten die werden toegewezen aan Motown's nieuwe dochteronderneming Rare Earth, die was gewijd aan blanke artiesten. In dat jaar werd zijn eerste Rare Earth-single Indiana Wants Me een nummer 1-hit in zijn geboorteland Canada en in Cashbox-magazine in de Verenigde Staten. Het piekte op nummer 5 in de Billboard Hot 100-hitlijst en op nummer 2 in het Verenigd Koninkrijk. Gotta See Jane werd ook heruitgegeven in 1971 en werd een Top 10 succes in Canada. Zijn single Taos New Mexico uit 1972 deed het niet goed in de Canadese hitlijsten en bereikte nummer 48. Ook op de 2e plaats kwam in het Verenigd Koninkrijk de song There's a Ghost in My House, die hij al had opgenomen in 1966 en toentertijd zonder succes had gepubliceerd. Ook in 1974 bereikte hij nog een keer de hitlijsten met Window Shopping.
Taylor bleef opnemen voor Rare Earth en werkte als schrijver/producent voor andere artiesten, totdat Rare Earth werd beëindigd in 1976. Hoewel hij nooit meer in de hitparade scoorde zoals hij had gedaan met Indiana Wants Me, deden zijn publicaties het redelijk goed, vooral in Canada. Als Canadees staatsburger kon hij worden afgespeeld op CKLW en andere Canadese radiostations en bleef hij meetellen voor de Canadese inhoudsquota van de stations.
Taylor probeerde begin jaren 1980 een comeback te maken, waarna hij een pauze had in de muziekindustrie. Hij richtte in 1973 ook zijn eigen platenmaatschappij Jane Records op.

## Overlijden
Taylor overleed op 7 januari 2022 op 82-jarige leeftijd.

## Discografie

### Singles
Audio Master
- 1961: At The High School Dance

Barry
- 1962: At The High School Dance
- 1962: We Fell In Love As We Tangoed
- 1962: I'll Remember

Mala
- 1963: It's A Long Way To St. Louis

V.I.P.
- 1965: Let's Go Somewhere
- 1967: There's a Ghost in My House
- 1967: Gotta See Jane

Rare Earth
- 1970: Indiana Wants Me
- 1971: Ain't It A Sad Thing
- 1971: Gotta See Jane [heruitgave]
- 1971: Candy Apple Red
- 1972: Taos, New Mexico
- 1973: Shadow

Polydor
- 1974: Window Shopping
- 1974: Walkin' In The Sun
- 1976: We'll Show Them All

Tamla - Rare Earth - Motown
- 1967: There's A Ghost In My House
- 1968: Gotta See Jane
- 1971: Indiana Wants Me
- 1974: Don't Fool Around
- 1974: There's A Ghost In My House [heruitgave]
- 1974: Gotta See Jane [heruitgave]
- 2004: There's A Ghost In My House/Gotta See Jane [heruitgave]

Jane
- 1973: Sweet Flowers
- 1973: Bonnie
- 1974: Wipe My Tears Away
- 1974: Walkin' In The Sun
- 1975: Let's Talk It Over
- 1976: We'll Show Them All
- 1976: Bonnie
- 1976: Closer My Love
- 1977: Dixie's Hands

Farr
- 1976: We'll Show Them All

Ragamuffin
- 1979: I'll Name The Baby After You

Strummer
- 1982: Out In The Alley
- 1982: Let's Talk It Over

20th Century Fox
- 1983: Let's Talk It Over

### Albums
- 1970: I Think, Therefore I Am (Rare Earth)
- 1971: Indiana Wants Me (Motown)
- 1975: LA Sunset  (Polydor)
- 2001: The Essential Collection (Spectrum)

### NPO Radio 2 Top 2000
| Nummer met noteringen in de NPO Radio 2 Top 2000 | '99  | '00 | '01  |
| ------------------------------------------------ | ---- | --- | ---- |
| Gotta see Jane                                   | 1911 | -   | 1932 |

1. ↑  Een '-' betekent dat het nummer niet was genoteerd en een vetgedrukt getal geeft de hoogste notering aan.
2. ↑  Deze tabel is bijgewerkt tot en met de laatste editie (2024).

## Publicaties als songwriter
- A Little Bit for Sandy - Paul Petersen
- Ain't It a Sad Thing - Taylor
- All I Need - The Temptations
- At The High School Dance - Taylor
- Baster Baby Blues - The Kinsey Sicks
- Dance Hall Rock - Barrington Levy
- Don't Fool Around - Taylor
- Go on and Cry - The Mynah Birds, Bloodstone
- Gotta See Jane - Taylor, The Fall, Golden Earring
- I Don't Want to Own You (I Just Want to Love You) - The Supremes
- I Know Better - Gladys Knight & the Pips, Barbara McNair, The Marvelettes
- I'll Turn to Stone - Four Tops, Jackie DeShannon
- I'm Livin' in Shame - Diana Ross & The Supremes
- Indiana Wants Me - Taylor, Joe Simon
- It Must Be Love Baby - Chris Clark
- It's My Time - The Mynah Birds
- Just Look What You've Done - Brenda Holloway
- Let's Go Somewhere - Taylor, David Garrick
- Love Child - Diana Ross & The Supremes, La Toya Jackson, Sweet Sensation
- Love's Your Name - Taylor
- Mother You, Smother You - Diana Ross & The Supremes
- Offering - Fred Wesley
- Shadow - Taylor, Tindersticks
- So Long - Marvin Gaye
- The Beginning of the End of Love - Diana Ross & The Supremes
- There's A Ghost in My House - Taylor, The Fall, Graham Parker, The Fog Band
- Turn To Stone - Rick Danko
- Window Shopping - Taylor

- Bibsys: 99033476
- Bibliothèque nationale de France: cb13539940z (data)
- International Standard Name Identifier: 0000 0000 3800 5932
- Library of Congress Control Number: nb2002031112
- MusicBrainz: a67b2281-f999-4a4e-93ce-3fdafbcc0d39
- Nederlandse Thesaurus van Auteursnamen: 207313741
- Système universitaire de documentation: 050706128
- Virtual International Authority File: 29694639
- WorldCat: E39PBJxmBxJC8Jq84Vr97P9kXd